# Brommecultuur
De Brommecultuur, genoemd naar een nederzetting bij Bromme in het westen van Seeland (Denemarken), is een cultuur van het eind van het Laat-paleolithicum, tijdens het Allerød-interstadiaal, ca. 9700 v.Chr.-9000 v.Chr., een warme periode tussen het Oude en het Jonge Dryas, de laatste koude perioden van de Würm-ijstijd.
Rendieren waren het belangrijkste doelwit van de jager-verzamelaars van deze cultuur, maar ze jaagden ook op elanden, veelvraten en bevers. Het landschap was een combinatie van taiga en toendra.
Er zijn op diverse plaatsen in Denemarken en Sleeswijk-Holstein overblijfselen van deze cultuur gevonden, in Zweden is de cultuur bekend van de oudste nederzetting van het land, bij Segebro, niet ver van Malmö.
Alle stenen werktuigen werden gemaakt van steenafslagen, ze maakten er priemen, schrabbers en pijlpunten van. Bijlen zijn niet aangetroffen.
De cultuur lijkt zoveel op de latere Ahrensburgcultuur dat de twee samen wel de Lyngbycultuur worden genoemd. De Brommecultuur wordt ook wel als een oudere noordelijke tak van de Ahrensburgcultuur gezien.